# 반국제법 범죄
반국제법적 범죄(反國際法的 犯罪)는 국제세계의 법익을 침해하는 범죄이다. 약칭해서 부르거나 해당 범죄자를 뜻할 때 국제범(國際犯)이라고 부르기도 한다. 법률상으로 별도로 규정된 범죄가 아니고 해당 범죄가 국내세계의 법익을 침해하는 것을 넘어 국제세계의 법익을 침해할 때 불린다. 해적, 인신매매, 전쟁, 테러, 불법무기의 거래, 마약 밀매 등이 있으며 적발시 적발국의 법령에 따라 처벌된다.